# NGC 385
NGC 385 je eliptická galaxie v souhvězdí Ryb. Její zdánlivá jasnost je 13,0m a úhlová velikost 1,1′ × 1,0′. Je vzdálená 229 milionů světelných let, průměr má 75 000 světelných let. Je členem skupiny galaxií LGG 18 okolo galaxie NGC 452. Galaxie je zařazena v Arpově Katalogu pekuliarních galaxií jako člen řetězce galaxií označeného Arp 311. Galaxii objevil 4. listopadu 1850 Bindon B. Stoney.